# 弦乐小夜曲 (柴可夫斯基)
《C大调弦乐小夜曲》，作品第48号，由柴可夫斯基创作于1880年冬。此首小夜曲兼具抒情与俄罗斯民族乐风格，共由以下4个乐章构成：
1. 小奏鸣曲形式（Pezzo in forma di Sonatina）：行板，庄严又充满活力。
2. 圆舞曲（Walzer）：中速，抒情的圆舞曲。
3. 悲歌（Elegie）：慢速，和声哀婉、音乐深沉而有张力。
4. 俄罗斯主题，终曲（Finale- Tema）：行板转快板，以《在绿色的苹果树下》这首俄罗斯民歌为素材[2]，并再现第一乐章主题，全曲最后在欢腾热烈的气氛中落幕。

1. ↑  孙婕. . 北方音乐. 2020, 16: 100-101. doi:10.3969/j.issn.1002-767X.2020.16.055.
2. ↑  . Tchaikovsky Research.   [2025-03-20]. （原始内容存档于2025-03-20） （英语）.